# Collegio uninominale Trentino-Alto Adige - 02 (Senato della Repubblica 2020)
Il collegio elettorale uninominale Trentino-Alto Adige - 02, dal 2017 al 2020 indicato come Trentino-Alto Adige - 05, è un collegio elettorale uninominale della Repubblica Italiana per l'elezione del Senato.

## Territorio
Come previsto dalla legge elettorale italiana del 2017, il collegio è stato definito tramite decreto legislativo all'interno della circoscrizione Trentino-Alto Adige.
È formato dal territorio di 50 comuni della provincia autonoma di Trento: Ala, Arco, Avio, Besenello, Bleggio Superiore, Bocenago, Bondone, Borgo Chiese, Borgo Lares, Brentonico, Caderzone Terme, Calliano, Carisolo, Castel Condino, Comano Terme, Drena, Dro, Fiavé, Folgaria, Giustino, Isera, Ledro, Massimeno, Mori, Nago-Torbole, Nogaredo, Nomi, Pelugo, Pieve di Bono-Prezzo, Pinzolo, Pomarolo, Porte di Rendena, Riva del Garda, Ronzo-Chienis, Rovereto, San Lorenzo Dorsino, Sella Giudicarie, Spiazzo, Stenico, Storo, Strembo, Tenno, Terragnolo, Tione di Trento, Trambileno, Tre Ville, Valdaone, Vallarsa, Villa Lagarina, Volano.
Il collegio è stato parte dal 2017 al 2020 del collegio plurinominale Trentino-Alto Adige - 01. Dal 2020 tutti i senatori del Trentino-Alto Adige sono eletti in collegi uninominali e pertanto non esistono più collegi plurinominali in questa regione.

## Eletti
In corsivo sono indicati cambiamenti intercorsi non in corrispondenza di elezioni. 
| Elezione | Elezione | Senatore             | Partito         |
| -------- | -------- | -------------------- | --------------- |
|          | 2018     | Donatella Conzatti   | Forza Italia    |
|          | 2019     | Donatella Conzatti   | Italia Viva     |
|          | 2022     | Michaela Biancofiore | Coraggio Italia |

## Dati elettorali

### XVIII legislatura
Come previsto dalla legge elettorale, 116 senatori sono eletti con sistema a maggioranza relativa in altrettanti collegi uninominali a turno unico.
| Candidati              | Candidati                    | Voti    | %     | Liste                    | Voti   | %     |
| ---------------------- | ---------------------------- | ------- | ----- | ------------------------ | ------ | ----- |
|                        | Donatella Conzatti ✔️ Eletto | 36 232  | 37,42 | Lega                     | 23 950 | 24,74 |
| Forza Italia           | Donatella Conzatti ✔️ Eletto | 36 232  | 37,42 | 8 331                    | 8,60   |       |
| Fratelli d'Italia      | Donatella Conzatti ✔️ Eletto | 36 232  | 37,42 | 3 355                    | 3,47   |       |
| Noi con l'Italia - UDC | Donatella Conzatti ✔️ Eletto | 36 232  | 37,42 | 596                      | 0,62   |       |
|                        | Tiziano Mellarini            | 29 354  | 30,32 | Partito Democratico      | 19 406 | 20,04 |
| SVP-PATT               | Tiziano Mellarini            | 29 354  | 30,32 | 4 244                    | 4,38   |       |
| +Europa                | Tiziano Mellarini            | 29 354  | 30,32 | 3 024                    | 3,12   |       |
| Civica Popolare        | Tiziano Mellarini            | 29 354  | 30,32 | 1 839                    | 1,90   |       |
| Italia Europa Insieme  | Tiziano Mellarini            | 29 354  | 30,32 | 1 841                    | 1,90   |       |
|                        | Cinzia Boniatti              | 25 213  | 26,04 | Movimento 5 Stelle       | 25 213 | 26,04 |
|                        | Annalisa Foletti             | 2 792   | 2,88  | Liberi e Uguali          | 2 792  | 2,88  |
|                        | Alessia Conforto             | 1 185   | 1,22  | Potere al Popolo!        | 1 185  | 1,22  |
|                        | Doranna Meneghelli           | 1 067   | 1,10  | CasaPound                | 1 067  | 1,10  |
|                        | Emiliano Fumaneri            | 977     | 1,01  | Il Popolo della Famiglia | 977    | 1,01  |
| Totale                 | Totale                       | 96 820  | 100   |                          | 96 820 | 100   |
|                        |                              |         |       |                          |        |       |
| Voti non validi        | Voti non validi              | 3 335   | 3,33  |                          |        |       |
| Votanti                | Votanti                      | 100 155 | 79,60 |                          |        |       |
| Elettori               | Elettori                     | 125 822 |       |                          |        |       |

### XIX legislatura
Come previsto dalla legge elettorale, 74 senatori sono eletti con sistema a maggioranza relativa in altrettanti collegi uninominali a turno unico.
| Candidati       | Candidati                      | Voti    | %     | Liste                                                                             | Voti   | %     |
| --------------- | ------------------------------ | ------- | ----- | --------------------------------------------------------------------------------- | ------ | ----- |
|                 | Michaela Biancofiore ✔️ Eletto | 33 601  | 36,79 | Lega per Salvini Premier – Fratelli d'Italia – Forza Italia – Noi moderati        | 33 601 | 36,79 |
|                 | Donatella Conzatti             | 33 384  | 36,56 | Alleanza Democratica per l'Autonomia (PD-IDP - AVS - +Europa - Az-IV - Campobase) | 33 384 | 36,56 |
|                 | Stefano Bresciani              | 8 615   | 9,43  | Südtiroler Volkspartei – PATT                                                     | 8 615  | 9,43  |
|                 | Giulio Angelini                | 7 294   | 7,99  | Movimento 5 Stelle                                                                | 7 294  | 7,99  |
|                 | Giovanna Giugni                | 3 687   | 4,04  | Italia Sovrana e Popolare                                                         | 3 687  | 4,04  |
|                 | Susanna Fantini                | 3 092   | 3,39  | Vita                                                                              | 3 092  | 3,39  |
|                 | Claudio Della Volpe            | 1 652   | 1,81  | Unione Popolare                                                                   | 1 652  | 1,81  |
| Totale          | Totale                         | 91 325  | 100   |                                                                                   | 91 325 | 100   |
|                 |                                |         |       |                                                                                   |        |       |
| Voti non validi | Voti non validi                | 6 985   | 7,11  |                                                                                   |        |       |
| Votanti         | Votanti                        | 98 310  | 69,86 |                                                                                   |        |       |
| Elettori        | Elettori                       | 140 721 |       |                                                                                   |        |       |